# Canton du Puy-en-Velay-Est
Le canton du Puy-en-Velay-Est est une ancienne division administrative française, située dans le département de la Haute-Loire, en région Auvergne.

## Composition
Le canton du Puy-en-Velay-Est se composait d’une fraction de la commune du Puy-en-Velay et de trois autres communes. Il comptait 11 302 habitants (population municipale) au 1er janvier 2012.
| Nom                         | Code Insee | Intercommunalité   | Population (dernière pop. légale)              |
| --------------------------- | ---------- | ------------------ | ---------------------------------------------- |
| Le Puy-en-Velay (chef-lieu) | 43157      | CA du Puy-en-Velay | Fraction : 1 943(2012) Commune : 18 634 (2014) |
| Blavozy                     | 43032      | CA du Puy-en-Velay | 1 642 (2014)                                   |
| Brives-Charensac            | 43041      | CA du Puy-en-Velay | 4 153 (2014)                                   |
| Saint-Germain-Laprade       | 43190      | CA du Puy-en-Velay | 3 546 (2014)                                   |

## Histoire
Le canton a été créé en 1973. (Décret du 2 août 1973, création des cantons Le Puy-Nord, Le Puy-Est, Le Puy-Ouest et Le Puy-Sud-Ouest, division du canton Le Puy Nord-Ouest qui disparait, et du canton Le Puy-Sud-Est qui demeure).
Il a été supprimé en mars 2015 à la suite du redécoupage des cantons du département : les limites cantonales du Puy-en-Velay sont modifiées, tandis que les trois autres communes sont rattachées au troisième canton du Puy-en-Velay.

### Représentation
| Période              | Identité              | Parti          | Qualité                                                                                |
| -------------------- | --------------------- | -------------- | -------------------------------------------------------------------------------------- |
| Canton créé en 1973. |                       |                |                                                                                        |
| 1973-1979            | Georges Liotard       | DVG            | Adjoint au maire de Brives-Charensac                                                   |
| 1979-1985            | Jean-Louis Exbrayat   | PS             | Expert-comptable à Brives-Charensac                                                    |
| 1985-1992            | Jean Prunayre         | UDF            | Directeur de mutuelle Député (1966-1967) Maire de Brives-Charensac (1977-1989)         |
| 1992-1998            | Jean-Jacques Bringold | UDF-PR puis DL | Chef d'entreprise Conseiller municipal et ancien maire (1989-1990) de Brives-Charensac |
| 1998-2015            | Jean-Claude Ferret    | PS             | maire de Brives-Charensac (1990-2014)                                                  |

## Démographie
| 1990   | 1999   | 2006   | 2011   | 2012   |
| ------ | ------ | ------ | ------ | ------ |
| 10 761 | 10 723 | 11 013 | 11 290 | 11 302 |